# Walden Stubbs
Walden Stubbs is een civil parish in het bestuurlijke gebied Selby, in het Engelse graafschap North Yorkshire. In 2001 telde het dorp 65 inwoners.